# Sony Ericsson W610i
Sony Ericson W610i為Sony Ericsson於2007年4月3日所推出的行動電話，內建200萬畫素相機（搭載自動對焦）。且內建了自W850i以來W系列手機所擁有的Walkman2.0播放器及TrackID功能。W610i與K550i只是外型不同，硬件則完全相同。